# Jorge Jiménez Carvajal
Jorge Jiménez Carvajal, né le 29 mars 1942 à Bucaramanga, est un cardinal colombien, archevêque de Carthagène des Indes de 2005 à 2021. Il est créé cardinal par le pape François le 27 août 2022.

## Biographie
Après des études de philosophie à l'Université pontificale Javeriana de Bogotá puis de théologie au grand séminaire des Eudistes, toujours à Bogota, il prononce ses vœux au sein des Eudistes le 17 mai 1964 puis est ordonné prêtre pour cette congrégation le 17 juin 1967 par l'évêque de Bucaramanga, ville où il est né.
Il obtient ensuite une licence en théologie à l'Université pontificale Javeriana. Il enseigne ensuite au grand séminaire de Santa Rosa de Osos et au séminaire eudiste de Bogotá. 
De 1989 à 1991, il est supérieur provincial des Eudistes de Colombie. Il est aussi secrétaire de la Confédération des Religieux d'Amérique latine. 
Le 9 novembre 1992, le pape Jean-Paul II le nomme évêque de Zipaquirá. Il est ordonné évêque le 12 décembre suivant par le cardinal Mario Revollo Bravo, archevêque de Bogota.
Le 6 février 2004, il est nommé archevêque coadjuteur de Carthagène des Indes par Jean-Paul II. Il succède à Carlos José Ruiseco Vieira (de) le 24 octobre 2005.
Le 25 mars 2021, le pape François accepte sa démission pour raison d'âge alors qu'il a dépassé les 75 ans depuis plusieurs années. Le 29 mai 2022, le même pape annonce qu'il sera créé cardinal au cours d'un consistoire le 27 août 2022. Lors de ce consistoire, le pape lui attribue le titre de cardinal-prêtre de Santa Dorotea.